# Pietro Bragaglia
Pietro Bragaglia (Ferrara, 16 novembre 1878 – Cagliari, 29 gennaio 1956) è stato un ginnasta italiano, conosciuto per essere stato il primo portabandiera alle Olimpiadi.

## Biografia
Pietro Bragaglia fu un ginnasta della Palestra Ginnastica Ferrara e venne scelto come alfiere per le Olimpiadi di Londra del 1908, sfilando durante la cerimonia di apertura tenutasi il 13 luglio 1908, anche se non prese parte a nessuna competizione.